# Ворсо (Північна Кароліна)
Ворсо (англ. Warsaw) — місто (англ. town) в США, в окрузі Даплін штату Північна Кароліна. Населення — 2733 особи (2020).

## Географія
Ворсо розташоване за координатами 34°59′54″ пн. ш. 78°5′32″ зх. д. / 34.99833° пн. ш. 78.09222° зх. д. (34.998469, -78.092289).  За даними Бюро перепису населення США в 2010 році місто мало площу 7,91 км², з яких 7,91 км² — суходіл та 0,00 км² — водойми.

## Демографія
Згідно з переписом 2010 року, у місті мешкали 3054 особи в 1239 домогосподарствах у складі 737 родин. Густота населення становила 386 осіб/км².  Було 1447 помешкань (183/км²).
Расовий склад населення:
| - 53,0 % — чорних або афроамериканців - 33,5 % — білих - 0,4 % — корінних американців - 0,3 % — азіатів - 0,2 % — вихідців з тихоокеанських островів - 11,4 % — осіб інших рас |

До двох чи більше рас належало 1,2 %. Частка іспаномовних становила 16,9 % від усіх жителів.
За віковим діапазоном населення розподілялося таким чином: 25,4 % — особи молодші 18 років, 57,3 % — особи у віці 18—64 років, 17,3 % — особи у віці 65 років та старші. Медіана віку мешканця становила 38,4 року. На 100 осіб жіночої статі у місті припадало 82,4 чоловіків;  на 100 жінок у віці від 18 років та старших — 79,5 чоловіків також старших 18 років.
Середній дохід на одне домашнє господарство  становив 26 782 долари США (медіана — 22 263), а середній дохід на одну сім'ю — 29 582 долари (медіана — 21 552). За межею бідності перебувало 46,8 % осіб, у тому числі 75,0 % дітей у віці до 18 років та 14,8 % осіб у віці 65 років та старших.
Цивільне працевлаштоване населення становило 1074 особи. Основні галузі зайнятості: освіта, охорона здоров'я та соціальна допомога — 35,7 %, виробництво — 27,6 %, сільське господарство, лісництво, риболовля — 8,7 %, фінанси, страхування та нерухомість — 5,1 %.